# Loài chỉ thị

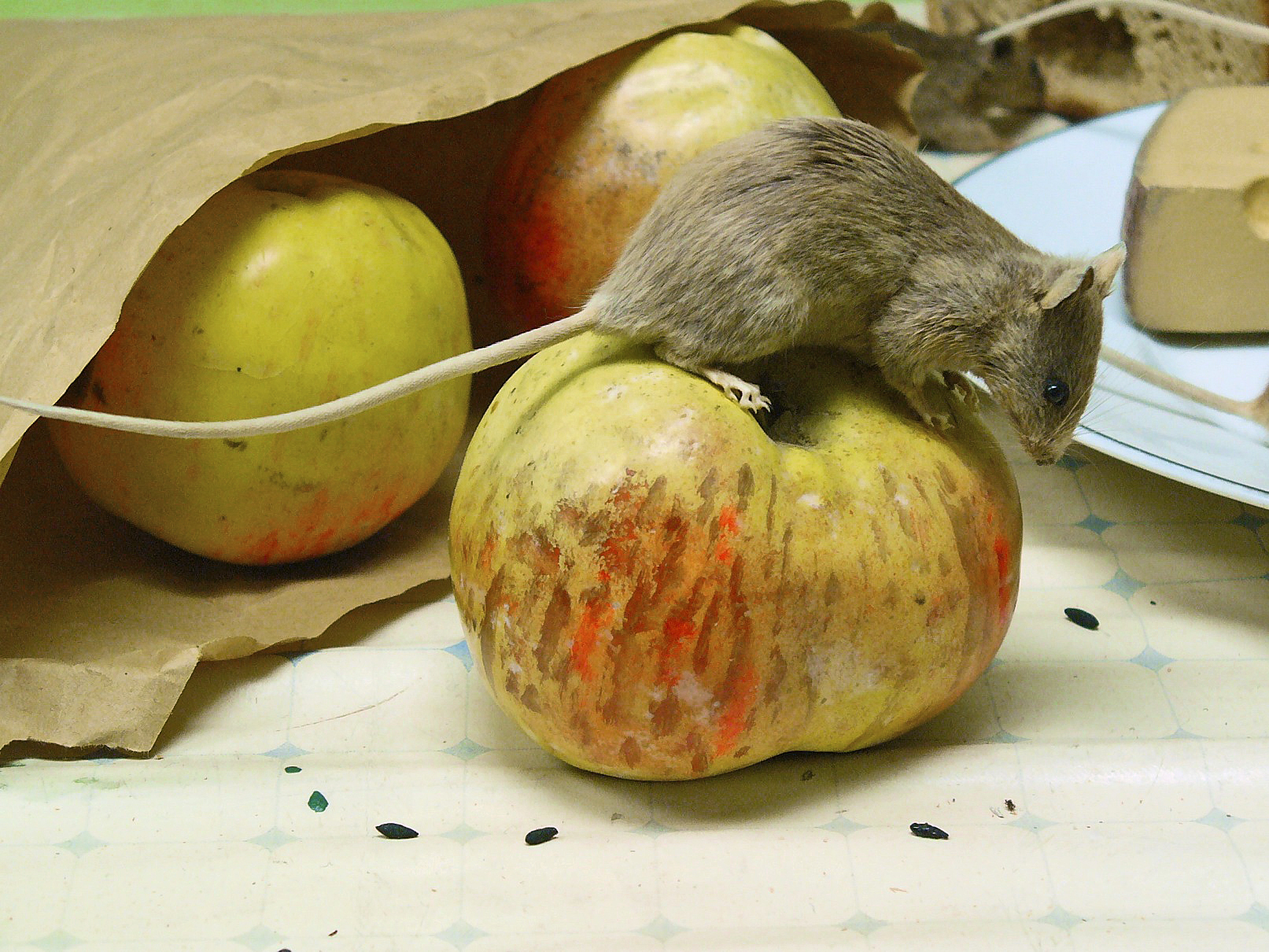
Có chuột xuất hiện là dấu hiệu của một căn nhà thiếu vệ sinh và bừa bộn

Loài chỉ thị (tiếng Anh: indicator species) là bất kỳ loài sinh học nào mà sự hiện diện của chúng tại một khu vực ở một thời điểm có thể chỉ ra tình trạng của hệ sinh thái và điều kiện môi trường nơi chúng tồn tại. Loài chỉ thị có thể xác định một đặc điểm hoặc đặc trưng của môi trường, ví dụ, một loài có thể mô tả một vùng sinh thái hoặc chỉ ra một điều kiện môi trường như bệnh dịch bùng phát, ô nhiễm, sự cạnh tranh giữa các loài hoặc thay đổi khí hậu.

## Đặc điểm

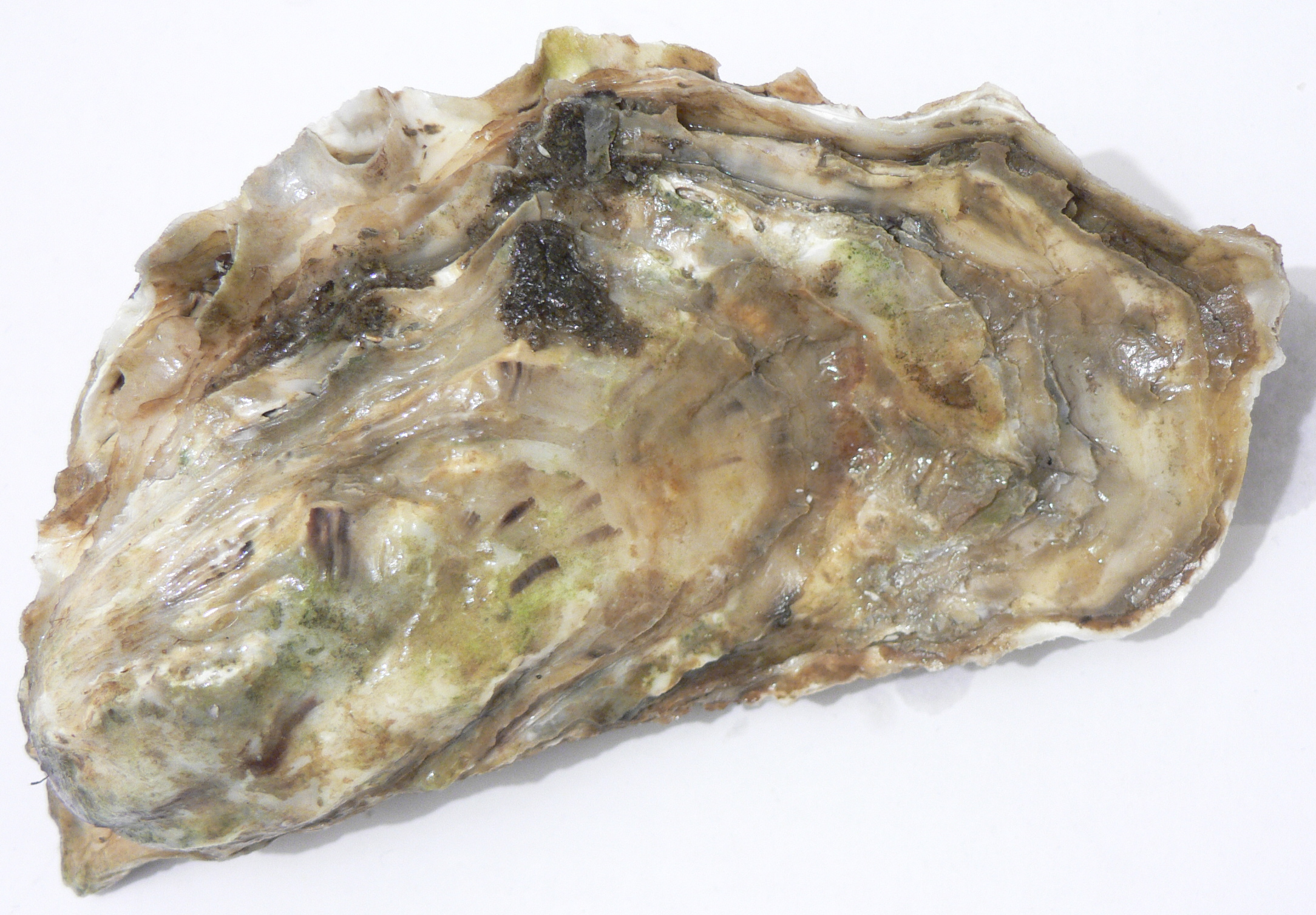
Hàu là một loài sinh vật chỉ thị, báo hiệu mức độ ô nhiễm của nguồn nước

Các loài chỉ thị có thể nằm trong số những loài nhạy cảm nhất trong vùng và đôi khi hành động như một cảnh báo sớm để giám sát sinh học của các nhà sinh vật học. Các loài chỉ thị là các điều kiện môi trường đo được. Các loài chỉ thị còn được gọi là các sinh vật trọng điểm, nghĩa là các sinh vật lý tưởng để theo dõi sinh học. Các sinh vật như hàu, nghêu, sò huyết đã được sử dụng rộng rãi như là sinh vật lọc nước hiệu quả trong môi trường biển và cửa sông. Chẳng hạn, Chương trình Giám sát trai vẹm (Mussel Watch) là một dự án trên toàn thế giới sử dụng trai để đánh giá các tác động môi trường đối với vùng nước ven biển.
Thói quen ăn uống và vai trò của chúng như là những phần không thể tách rời của chuỗi thức ăn là một trong những lý do chính tại sao hàu và trai được sử dụng rộng rãi trong các máy phân tích sinh học. Một lượng đáng kể các nồng độ chất gây ô nhiễm được tìm thấy trong các trầm tích bề mặt (tức là các hạt thô hơn, thông thường là bùn, silt hoặc đất sét) của môi trường biển và cửa sông, hàu là loại tiêu thụ thức ăn lọc và do đó sự hấp thu là do ăn các hạt trong cột nước. Sự lắng tụ trầm tích là rất quan trọng trong quá trình tích tụ sinh học giúp đánh giá các tác động sinh học có thể có của các chất bẩn trầm tích trong môi trường biển và cửa sông.